# Меморіальний комплекс «Шерпенський Плацдарм»

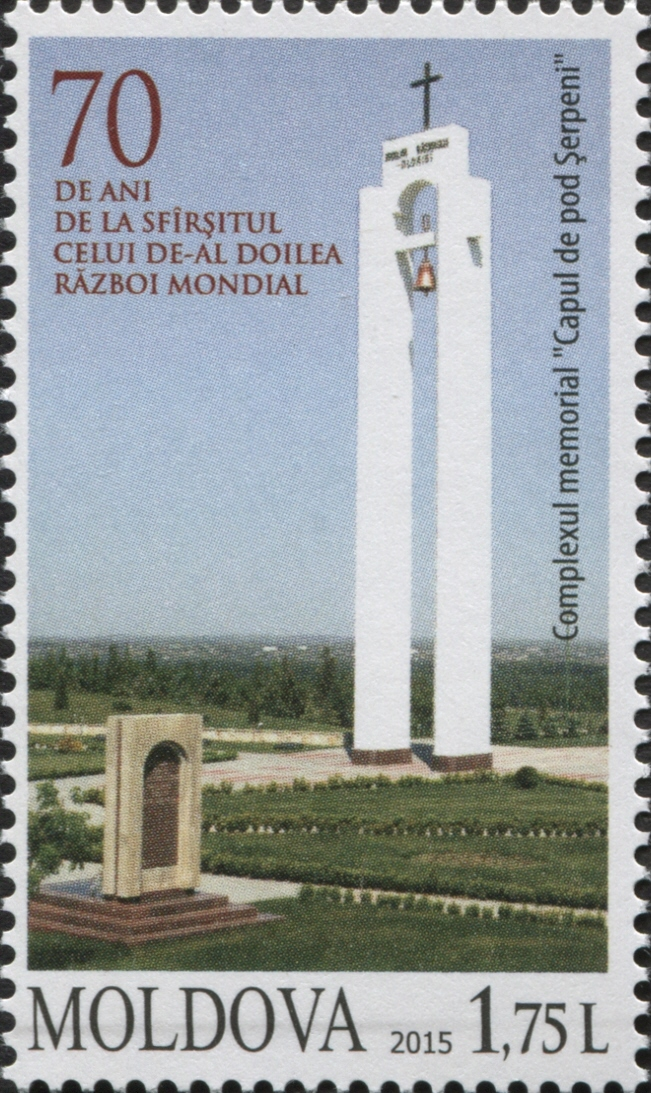
Поштова марка Молдови, присвячена 70-річчю битви на Шерпенському плацдармі

Меморіальний комплекс «Шерпенський плацдарм» на згадку про 12 тисяч радянських воїнів, які загинули на Шерпенському плацдармі під час Яссько-Кишинівської наступальної операції 1944 року.

## Історія
Споруджений на місці стратегічного плацдарму на високому правому березі річки Дністер, у районі села Шерпень, яке у квітні 1944 року звільнили війська 2-го та 3-го Українських фронтів. Бій на Шерпенському плацдармі був одним із найкривавіших в історії Другої світової війни, хоча на тлі інших битв, він є лише невеликим епізодом війни.
1985 року, за свідченнями очевидців, у Шерпені знайдено та розкрито масове поховання радянських воїнів, загиблих на Шерпенському плацдармі. У жовтні 1985 року ухвалено рішення про будівництво Меморіалу військової слави, на якому з почестями перепоховати останки воїнів зі знайденого поховання. Конкурс на найкращий проєкт меморіалу виграв архітектор Леонід Павлович Григоращенко.

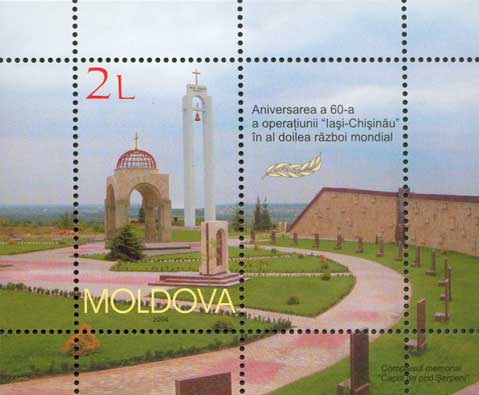
Поштова марка Молдови, присвячена 60-річчю битви на Шерпенскому плацдармі

Будівництво комплексу тривало від 1995 до 2003 року. 22 серпня 2004 року за 70 км на схід від столиці Республіки Молдова — Кишинева відкрито меморіальний комплекс «Шерпенський Плацдарм» за проєктом архітектора С. М. Шойхета та скульптора-виконавця монументальних робіт С. А. Ганенка.
Меморіал складається з трьох основних компонентів. З одного боку розташовано стилізований вівтар, який прикрашає мармуровий сейф. У центральній частині, під двома високими пілонами, що з'єднуються вгорі хрестом, горить вічний вогонь.
Над берегами Дністра височіє дзвіниця, яка нагадує про історичну спадкоємність Молдови та про те, що відновлено повагу до предків, які проживали раніше в тих місцях. З оглядового майданчика Плацдарма відкривається краєвид на долину Дністра та прилеглі до неї ліси, луки та поля.
Пошук і перепоховання сюди загиблих триває[коли?]. 21 березня 2010 року пошуковий загін «Російський історико-патріотичний клуб» підняв останки 14 бійців Червоної армії.